# Stała Kaprekara
Stała Kaprekara wynosi 6174 i ma właściwość, którą odkrył hinduski matematyk Dattathreya Ramachandra Kaprekar w 1949 roku.
Kaprekar zaproponował algorytm:
1. Niech liczbą badaną będzie dowolna liczba czterocyfrowa, w której przynajmniej dwie cyfry są różne.
2. Utwórz nową liczbę czterocyfrową układając cyfry liczby badanej w porządku malejącym.
3. Utwórz nową liczbę czterocyfrową układając cyfry liczby badanej w porządku rosnącym.
4. Odejmij liczbę z punktu 3 od liczby z punktu 2. Ta różnica niech będzie nową liczbą badaną.
5. Wróć do punktu 2.

Najpóźniej po 7 iteracjach badaną liczbą staje się 6174 i nie zmienia się ona, ponieważ 7641 - 1467 = 6174.

## Przykład wyznaczenia stałej
Obliczmy stałą Kaprekara, rozpoczynając od liczby 4527.
1. 7542 - 2457 = 5085
2. 8550 - 0558 = 7992
3. 9972 - 2799 = 7173
4. 7731 - 1377 = 6354
5. 6543 - 3456 = 3087
6. 8730 - 0378 = 8352
7. 8532 - 2358 = 6174
8. 7641 - 1467 = 6174
9. 7641 - 1467 = 6174

## Liczby dwu-, trzy-, pięciocyfrowe itd.
Wśród liczb trzycyfrowych istnieje liczba o podobnej właściwości, wynosi ona 495. Zastosowanie algorytmu dla liczb sześciocyfrowych prowadzi do jednej z dwóch liczb: 549945 lub 631764. Z kolei w przypadku liczb dwucyfrowych zawsze wpadnie się w cykl 09→81→63→27→45→09, a w przypadku pięciocyfrowych w jeden z trzech cyklów.
| Liczba cyfr | Powtarzająca się liczba badana po dostatecznie wielu iteracjach |
| ----------- | --------------------------------------------------------------- |
| 2           | cykl                                                            |
| 3           | 495                                                             |
| 4           | 6174                                                            |
| 5           | cykl                                                            |
| 6           | 549945 lub 631764                                               |
| 7           | cykl                                                            |
| 8           | 63317664 lub 97508421                                           |
| 9           | 554999445 lub 864197532                                         |
| 10          | 6333176664, 9753086421 lub 9975084201                           |